# اپسم
اپسم (به انگلیسی: Epsom) یک شهرک در بریتانیا است که در اپسوم اند اول واقع شده‌است. اپسم ۱۸٫۰۴ کیلومتر مربع مساحت و ۳۱٬۴۸۹ نفر جمعیت دارد.